# السيد (مسرحية)
السيد هي مسرحية (تمثيلية) ملهاة مأساوية شعرية لبيير كورني حيث تم عرضها للمرة الأولى في 5 يناير 1637 على مسرح الماريه.

## شخصيات المسرحية
- دون رودريج:  ابن دون دياج وعشيق شيمان، السيد هو كنية الحرب التي سيذكر عنها في الفصل الرابع والخامس من قبل الملك .[1][2][3] ويلهم الشخصية إل سيد.
- شيمان:  ابنو دون جوميس وعشيقة دون سونش ودون رودريج الذي هو أيضا الحبيب.
- دون جوميس (الكونت): كونت جورماس ووالد شيمان.
- دون دياج (دي بيفار): والد دون رودريج.
- دونا أوراك(اينفونت): اينفونت دي كاستيل، عشيقة سرية لدون رودريج.
- دون فرناند: أول ملك لكاستيل.
- دون سونش: عشيق شيمان.
- إلفير: مربية شيمان.
- ليونور: مربية اينفونت.
- دون آرياس ودون ألونس: سادة.

## ملخص المسرحية
يخطط دون دياج ودون جوميس لاتحاد ابنائهم رودريج وشيمان اللذان يحبان بعضهما معاً. ولكن الكونت غيور لرؤية تفضيل الملك لدون دياج ليكون معلم الأمير، ليهين الأخير بإعطائه صفعة. دون دياج متقدم في السن ليدافع عن نفسه وينتقم لشرفه، ليضع شرفه بين يدي ابنه دون رودريج؛ الذي أصبح ممزقاً ومشتتاً مابين حبه وبين رد شرف والده، الذي ينتهي لاختياره الانتقام لوالده ويقتل والد شيمان في مبارزة.
تحاول شيمان التبرأ والتخلص من حبها لرودريج وتذهب إلي الملك وتطلب الانتقام لشرف والدها، وتطلب رأس رودريج. ولكن الهجوم على المملكة من قبل المورو أعطى لرودريج الفرصة لإثبات جدارته ومكانته وكسب ثقة الملك وعفوه عنه. بالرغم من حب شيمان الشديد لرودريج وكونه أصبح بطلاً شعبياً ظلت شيمان ثابتة على موقفها وطلبها لرأس رودريج وحصلت على تصريح من الملك بمبارزة بين رودريج وسونش الذي يحبها أيضاً. ووعدت بأنها ستتزوج الغالب. يفوز دون رودريج في المبارزة ويطلب يد شيمان من الملك : وسيتم الاحتفال بالزفاف العام الذي يليه.

## التلخيص بالفصول

### الفصل الأول
- الفصل الأول المشهد الأول:  إلفير وشيمان: إلفير دونت مقابلتها مع والد شيمان، وأعلنت لشيمان عن موافقته لزواج شميان برودريج. تفاجأت شيمان وشعرت بالسعادة ولكنها كانت لديها الشكوك ومتخوفة من هذا الاتحاد.
- الفصل الأول المشهد الثاني:  دونا أوراك عاشقة رودريج: طلبت اينفونت من معلمها ان تذهب للبحث عن شيمان. تسألها مدبرتها ليونور لماذا هي مهمومة من حب شيمان ورودريج. وتشرح لها دونا أوراك بأنها تحب رودريج وتضمن انه بزواج رودريج وشيمان سوف تتلاشى هذه المشاعر المحرمة. وصول شيمان لدى اينفونت .
- الفصل الأول المشهد الثالث:  دون دياج معلم الأمير: يتأسف الكونت لاختيار الملك لدون دياج لمنصب معلم أمير كاستيل. هذا الأخير يهدأه بطلب يد ابنته لابنه. ولكن دون جوميس يرفض ويشير إليه انه يستحق هذا المنصب بدلاً منه. استشاط دون جوميس غضباً وصفع دون دياج وأهانه. دون جوميس ألحق العار بدون دياج وأسقط سيفه.
- الفصل الأول المشهد الرابع:  مونولوج دون دياج: دون دياج في مونولوج (مخاطباً نفسه) دمر لاحتماله هذه الإهانة بالرغم من تقدمه في السن. ويأسف انه لم يستطع الحفاظ على السيف في يديه، وانه لا يستحق هذا الشرف.
- الفصل الأول المشهد الخامس:  الإرادة لقتل دون جوميس: دون دياج طلب من ابنه رودريج قتل دون جوميس، الذي أهانه. وطلب منه الانتقام له بالرغم من حبه لشيمان.
- الفصل الأول المشهد السادس:  مونولوج لرودريج: رودريج مخاطباً نفسه يعبر عن ورطته : هل يدافع عن شرف والده ويخسر حبيبته أم يترك والده شرفه ملطخاً ليكسب المرأة التي يحبها. قرر قتل دون جوميس لانه سيصبح غير جدير بشيمان إن لم ينقذ شرفه.

### الفصل الثاني
- الفصل الثاني المشهد الأول: دون آرياس ودون جوميس: دون آرياس يحاول إقناع دون جوميس الاعتذار لدون دياج، كما طلب منه الملك (لحل النزاع دون مبارزة). دون دياج رفض طلب الملك لانه سيكون وصمة عار بالنسبة إليه الاعتذار لدون دياج.
- الفصل الثاني المشهد الثاني:  مبارزة بين دون جوميس ودون رودريج: دون رودريج جاء لينتقم ويبارز دون جوميس، ولكنه يحاول أن يثنيه عن محاولته ؛ لكى لا يقتله. رفض رودريج أن يزعزع قائلاً له ان ذراعه لم يهزم ولكنه يقهر. وخرجوا للقتال.
- الفصل الثاني المشهد الثالث:  نقاش بين اينفونت وشيمان: تحاول اينفونت مواساة شيمان وتقول لها أن العداء بين الآباء سوف يزول قل زواجها برودريج. تخشى شيمان من المبارزة بين والدها ورودريج وتعلم أن رودريج لن يتراجع قل أن يمحي العار الذي أصاب والده. تقترح اينفونت حبس رودريج في الوقت الذي يوافق فيه دون جوميس تقديم الاعتذار لتجنب المبارزة بينهم.
- الفصل الثاني المشهد الرابع:  الإعلان عن المبارزة في القصر: أعلن معلم من معلمين القصر أن دون رودريج سيبارز دون جوميس، هلعت شيمان وانسحبت مسرعة.
- الفصل الثاني المشهد الخامس: نقاش بين اينفونت وليونور: اينفونت تخبر ليونور انه بالرغم من معاناة شيمان، إلا أنها سعيدة لرؤية رودريج منفصل عنها. إذا فاز رودلريج سيكون حراً وستأمل إينفونت مرة أخرى. وتندم على الانغماس في مشاعرها وتخاف من أن يحدص شئ سئ لرودريج.
- الفصل الثاني المشهد السادس: رفض دون جوميس: أبلغ دون آرياس دون فرناند برفض دون جوميس. دون سونش يحاول الدفاع عنه أمام الملك، يخاف دون فرناند أن هذه المشكلة ستزعزع أمن حكومته وأعلن أن المورو على وشك ماجمة المملكة.
- الفصل الثاني المشهد السابع: موت دون جوميس: أعلن دون ألونس للملك موت دون جوميس ومجئ شيمان. يعتقد دون فرناند انه لأمر محزن حتى لو كان بعتقد انه مكافأة فقط وعودة الأشياء لوضعها الصحيح.
- الفصل الثاني المشهد الثامن: شيمان تطالب بالانتقام: جاءت شيمان لتطلب من دون فرناند (الخادم المخلص للملك) الانتقام لوالدها، في حين أن دون دياج يتوسل لصالح ابنه. ويطلب الموت مكان ابنه. الملك يخبر شيمان انه سيكون بمثابة أب لها.

### الفصل الثالث
- الفصل الثالث المشهد الأول: رودريج ذهب لشيمان: ذهب رودريج لشيمان، حيث قابلته إلفير. وقالت له انه لا يوجد ما يفعله في هذا المكان ويجب عليه الرحيل ولكنه رفض معللاً انه جاء لمقابلة شيمان فهي الحكم الوحيد في هذه المسألة. طلبت منه إلفير الاختباء لان شيمان ستأتي مصاحبة من عند الملك.
- الفصل الثالث المشهد الثاني: شيمات تأتي مصاحبة بدون سونش، مدعياً انه سينتقم لها من دون رودريج: شيمان تقبل بالأمر.
- الفصل الثالث المشهد الثالث: مشاعر شيمان: شيمان تعترف لإلفير أن قتل والدها لم يقلل حبها لرودريج، ولكنها تؤكد رغبتها في الحصول على رأس رودريج حتى ولو كانت ستموت من الألم.
- الفصل الثالث المشهد الرابع: رودريج يقدم حياته لشيمان: ظهر رودريج، وقدم لها سيفه الملطخ بدماء والدها لتقتله به، وشرح لها انه كان سيكون غير كفؤ لها لو لم ينتقم لوالده، وقالت له شيمان انها لا تكرهه وترفض قتله. وظلوا يرثون سوء الحظ الذي فصلهم. ووعدته انها لن تتركخ يعيش إذا أمر الملك بتنفيذ حكم الإعدام.
- الفصل الثالث المشهد الخامس: مونولوج دون دياج: دون دياج قلق ويبحث في كل مكان عن ابنه رودريج، ويخشى أن يكون أصدقاء دون دياج قد قتلوه. وظهر رودريج.
- الفصل الثالث المشهد السادس: الشرف أهم من الحب: دون دياج يهنئ رودريج على فعله. هذا الأخير يشرح له ان بانتقامه هذا خسر حبه ولا يفضل سوى الموت. دون دياج يخبره أن الشرف أهم بكثير من الحب، وقال له أن يذهب لرد هجمة المورو، ليجد على الأقل موت مشرف، أو انتصار مشرف ليحصل منه على غفران الملك واستعادة شيمان.

### الفصل الرابع
- الفصل الرابع المشهد الأول: رودريج منتصر: إلفير تخبر شيمان أن رودريج طرد العدو وعاد منتصراً وتم الاحتفال بي كبطل. شعرت شيمان بالسعادة بدلا من التفكير في الانتقام.
- الفصل الرابع المشهد الثاني: اينفونت جاءت لتشارك شيمان مشاعرها، وقالت لها أن لا تطالب بموت رودريج مرة أخرى؛ لأنه هو المعيل الوحيد للدولة أمام أعدائها، وقالت لها يكفي سحب حبك له.
- الفصل الرابع المشهد الثالث: تهنئة رودريج: الملك يهنئ رودريج ويطلق عليه لقب السيد وطلب منه أن يحكي له المعركة. وأعتقد المورو أنهم سيطروا على أعدائهم لكنهم وقعوا في الفخ. كانت المعركة دامية ولكن الانتصار كان مبهر. وتم القبض على اثنين من الملوك.
- الفصل الرابع المشهد الرابع:  مجئ شيمان: دون ألونس قطع السرد وأخبر عن مجئ شيمان. انسحب رودريج. الملك أراد تجربة حب شيمان لرودريج، وطلب من دون سونج لإلقاء نظرة متعثرة.
- الفصل الرابع المشهد الخامس: شيمان لاتزال تحب رودريج ومع ذلك تطلب المبارزة التي تقرر النزاع: دون فرناند جعل شيمان تعتقد أن رودريج توفى وأخذ يشاهدها تفشل قبل أن يحررها من الوهم. ولكنها أنكرت حبها لرودريج: وأدعت أن سبب انزعاجها كان من فرط فرحتها من موت عدوها، وبعد ذلك عللت انه بسبب هروب رودريج من انتقامها. وأعربت عن أسفها أن رودريج، من خلال هذا الانتصار، أصبح لا يمس. وطلبت من الملك تسوية النزاع عن طريق معركة قانونية يقوم بها أي فارس يوافق على المبارزة من أجلها؛ وأعلنت انها ستوافق على الزواج بالفارس الذي يأتي لها برأس رودريج. تقدم رودريج. ولكن الملك رفض في البداية ولكنه وافق بعد ذلك بشرط أن لا تجري المبارزة في العلن أمام الشعب وأن تتزوج شيمان بالمنتصر مهما كان حتى وان كان رودريج.

### الفصل الخامس
- الفصل الخامس المشهد الأول: رودريج يقدم مرة أخرى حياته لشيمان: رودريج أتى لشيمان في السر ليقول لها عن نيته عن عدم الدفاع عن نفسه في المبارزة، فإنه لا يمكن أن يعيش إذا أرادت قتله. لكنها حثته على القتال من أجل شرفه؛ ولكن أمام مثابرة رودريج، انتهت بالتوسل إليه علناً أن يكسب المعركة لكي تستطيع الزواج به بدلاً من دون سونش.
- الفصل الخامس المشهد الثاني: مونولوج إينفونت: إينفونت تخاطب نفسها في شكل مواقف، وتعبر عن أسفها الشديد في أن تحب بلا أمل. وأعربت عن أسفها أن موت الكونت لم يفرق بين رودريج وشيمان.
- الفصل الخامس المشهد الثالث: ليونور جاءت لتريح إينفونت موضحة انها لم تعد قادرة على الأمل بعد المعركة مهما كانت النتيجة (وهذا يعني أن رودريج سيتزوج شيمان إذا انتصر). ولكن مشاعر إنفونت شديدة القوى. وقررت أنها ستسكت حبها إلى الأبد وستقوم بتعزيز زواج رودريج من شيمان.
- الفصل الخامس المشهد الرابع: ارتباك شيمان: شيمان تقول انها ستنتحب مهما كانت نتيجة المبارزة، سواء ان كانت بموت حبيبها، أو بالإهانة دة ن حساب؛ وسيتوجب عليها الزواج إما بقاتل أبيها أو بقاتل حبيبها رودريج. وتأمل ان الحرب لا تأتي لا بمنتصر ولا مهزوم. وقالت لها إلفيرا أن بكائها ومطالبتها للانتقام ستعاقبها عليها السماء بزواجها من دون سونش.
- الفصل الخامس المشهد الخامس: احتقار شيمان: دون سونج جاء ليعطي سيفه لشيمان؛ التي اعتقدت أيضا أن رودريج توفى؛ ونشرت احتقانها وتعنتها أمام دون سونش بدون أن تعطيه أي وقت للشرح، وقالت انها ستموت انتقاما عن حبيبها، وانها لن تتوج دون سونش.
- الفصل الخامس المشهد السادس: الملك يحرر شيمان من الوهم: شيمان تطلب من الملك الإذن بعد الزواج من دون سونش وأن تتقاعد في الدير لتبكي أبيها وحبيبها. الملك أعلن لها أن رودريج لم يمت، وهزم دون سونش وحافظ على حياته. وقال لها الملك أنها لبت كل احتاجات الشرف، وأمرها بالزواج من رودريج بما أنها تحبه.
- الفصل الخامس المشهد السابع: تم إقرار الزواج: ظهر رودريج، ليس للمطالبة بالزواج من شيمان كمكافأة، ولكن لكي يقدم حياته لمحبوبته للانتقام منه. شيمان ذهبت للملك، ولكنها طلبت منه تأخير الزواج، لكي لا يكون بعد وفاة والدها. ومنحها الملك سنة لكي يحار فيها رودريج الغزاة.